# Vietnamophryne
Vietnamophryne — рід жаб родини карликових райок (Microhylidae). Включає шість видів, з яких три види відкриті у 2018 році, два — у 2021 році, один у 2023 році. Його найближчим родичем є рід Siamophryne.

## Назва
Vietnamophryne: від країни В'єтнам; та грец. φρυνη, φρυνης — «жаба».

## Поширення
Представники роду поширені у В'єтнамі, один вид — на півночі Таїланду (вапнякова гірська місцевість на півночі провінції Чіанграй). Припускається, що Vietnamophryne можуть траплятися у сусідньому Лаосі.

## Опис
Це маленькі жаби довжиною від 14,2 до 20,5 мм. Живуть у тропічних гірських лісах. Оскільки цей рід та його види були відкриті лише нещодавно, дуже мало відомо про їхні екологічні уподобання та природну історію.

## Види
- Vietnamophryne aurantifusca Ninh, Le, Bui, H.Q. Nguyen, Orlov,  Moseyko, Le, S.N. Nguyen, Hoang, Ziegler & T.T. Nguyen, 2023
- Vietnamophryne cuongi Nguyen, Hoang, Jiang, Orlov, Ninh, Nguyen, Nguyen, and Ziegler, 2021
- Vietnamophryne inexpectata Poyarkov, Suwannapoom, Pawangkhanant, Aksornneam, Duong, Korost, and Che, 2018
- Vietnamophryne occidentalis Poyarkov, Suwannapoom, Pawangkhanant, Aksornneam, Duong, Korost, and Che, 2018
- Vietnamophryne orlovi Poyarkov, Suwannapoom, Pawangkhanant, Aksornneam, Duong, Korost, and Che, 2018
- Vietnamophryne vuquangensis Hoang, Jiang, Nguyen, Orlov, Le, Nguyen, Nguyen, Nguyen, Nguyen, and Ziegler, 2021